# Chi Chi LaRue
Larry David Paciotti (Hibbing, Minnesota; 8 de noviembre de 1959) es un director de cine pornográfico y actor estadounidense. Aparece como el personaje de drag-diva Chi Chi LaRue, y también ha sido acreditado como director bajo los nombres de Lawrence David y Taylor Hudson.

## Carrera
El personaje de Chi Chi LaRue comenzó cuando Paciotti se trasladó al Área metropolitana de Minneapolis-Saint Paul y empezó a actuar como drag como una mitad de The Weather Gals, una revista de "hag drag". Él y un amigo se trasladaron a California, donde LaRue fue contratado por Catalina Video como asistente administrativo y publicista debido a su conocimiento del porno y del funcionamiento de la industria del cine para adultos. Aunque se hace pasar por "DJ" ("DJ Paciotti"), la mayoría de los negocios públicos los lleva a cabo como Chi Chi LaRue, y tiene una importante presencia en la industria del cine pornográfico, ascendiendo en la línea de la responsabilidad y la creatividad, de modo que pronto estuvo dirigiendo productos pornográficos de gran demanda. LaRue ha dirigido cientos de películas porno gay desde 1988, principalmente para Falcon Studios. Es también propietario de Catalina Video, un sello bajo su compañía paraguas Channel 1 Releasing.
Dentro de la industria, como director ha grabado más de 690 películas, y ha participado en más de 70, todas ellas en roles secundarios o principales, pero nunca actuando sexualmente. Entre las productoras destacadas con las que ha trabajado se encuentran VCA Pictures, Devil's Film, Vivid, Odyssey, Adam & Eve, Bizarre o Fat Dog, entre otras.
En 2003, LaRue comenzó a dividir su atención como director entre dos estudios porno: Vivid Video, donde se llevaba bien con gran parte del talento femenino (especialmente Jenna Jameson y Tera Patrick), y su propio sello, Rascal Video.
En marzo de 2004, LaRue se preparaba para viajar a Londres para dirigir Taking Flight cuando sufrió un leve ataque al corazón. En lugar de abandonar la producción, Falcon contrató a Chris Steele, el autor del guion, para que lo dirigiera. En 2005, LaRue rodó su última película para Falcon, titulada Heaven to Hell (la historia de un ángel tentado sexualmente por el Diablo y luego arrojado al infierno). Fue la única película con un reparto exclusivo de Falcon.
En 2006, LaRue anunció que dejaría de producir películas para Vivid Video porque en ellas aparecían actores y actrices manteniendo relaciones sexuales sin preservativos.
En 2007, LaRue fue elegido como una de las 50 personas más influyentes de la comunidad LGBT por la revista Out.
En agosto de 2008, dirigió la polémica película bisexual titulada Shifting Gears. LaRue acuñó el término "straight-for-pay" (un juego de palabras con "gay-for-pay"), para describir el primer encuentro del intérprete Blake Riley con una mujer.
En 2012, LaRue dirigió el vídeo musical de "Trouble" del concursante de RuPaul's Drag Race Willam Belli, que se estrenó en Logo TV.
En 2015, LaRue se internó en un tratamiento contra las drogas y el alcohol en Minnesota, al sentir que estaba "cerca de la muerte", según su amigo Kevin Molin.

## Premios y nominaciones
| Año  | Ceremonia          | Resultado | Premio                                                     | Trabajo                          |
| ---- | ------------------ | --------- | ---------------------------------------------------------- | -------------------------------- |
| 1990 | Dave Awards        | Ganador   | Mejor dirección                                            | More of a Man                    |
| 1991 | Premios AVN        | Ganador   | Mejor dirección - película gay                             | The Rise                         |
| 1991 | Premios AVN        | Ganador   | Mejor actuación no sexual - película gay, bisexual o trans | More of a Man                    |
| 1993 | Premios AVN        | Ganador   | Mejor dirección - película gay                             | Songs in the Key of Sex          |
| 2002 | Premios GayVN      | Ganador   | Mejor dirección - película bisexual                        | Mile Bi Club                     |
| 2003 | Premios GayVN      | Ganador   | Mejor dirección                                            | Deep South: The Big and the Easy |
| 2006 | Premios GayVN      | Ganador   | Mejor dirección                                            | Wrong Side of the Tracks         |
| 2010 | Premios AVN        | Nominado  | Mejor guion en película                                    | Jenna Confidential               |
| 2010 | Premios Grabby     | Nominado  | Mejor dirección                                            | Raising The Bar                  |
| 2010 | Premios Grabby     | Nominado  | Mejor actuación no sexual                                  | Fuck U                           |
| 2013 | Premios AVN        | Nominado  | Mejor actuación no sexual                                  | Star Wars XXX: A Porn Parody     |
| 2016 | Premios AVN        | Nominado  | Estrella mainstream del año                                | —                                |
| 2018 | Premios GayVN      | Ganador   | Mejor dirección en película                                | Earthbound: Heaven to Hell 2     |
| 2018 | Premios GayVN      | Nominado  | Premio de los fans: Estrella mediática                     | —                                |
| 2020 | Cybersocket Awards | Nominado  | Mejor personalidad                                         | —                                |